# 岡村百々之介
岡村 百々之介（おかむら どどのすけ、生年不詳 - 慶長19年（1614年）11月26日）は、安土桃山時代から江戸時代初期にかけての武士、豊臣氏の家臣、茶人。弟に岡村九郎右衛門。

## 生涯
土佐国安芸郡和食村の安岡平九郎の子として生まれる（「土佐諸家系図」）。父は肥後の加藤清正に仕えており、秀吉に殉じて切腹したという（「加藤肥後守忠広之事」）。百々之介は豊臣秀頼に仕え、知行は190石であった（「難波戦記」）。
古田織部に茶の湯を学び、「古織伝」という織部流の茶書を開版したと「茶譜」にある。同書には「大坂衆」「登々之助」と記されている。茶書「草人木」（寛永3年成立）の著者は、百々之介のことを未熟者で「浅知短才」となじっている。この「古織伝」は後に古田織部作とされ、「草人木」とともに寛文年間には茶道書のベストセラーとなった（「増補書籍目録」）。
百々之介は古田織部の風炉の茶の湯に招かれた。その時の正客は大野治房。そして百々之介、三客以降は針屋宗春、大文字屋宗味、長谷川道茂、大文字屋宗怡ら京の豪商であった（「茶譜」）。
慶長19年（1614年）大坂城に籠城、大坂七組の野々村吉安組に所属した。11月26日、大坂冬の陣の鴫野口合戦で討死した（「大坂御陣覚書」）。
娘は秀頼家臣の川北庄左衛門正勝に、その娘・おどよは毛利重行（重長）に嫁いだ（「伊勢国司伝記」）。